# Avtomatsko orožje
Avtomatsko orožje je orožje, ki se po vsakem strelu avtomatsko napolni, z enkratnim potegom na sprožilec pa lahko izstreli enega ali več nabojev.
Avtomatsko orožje omogoča čisti avtomatski način delovanja, pri čemer orožje izstreljuje naboje, dokler strelec drži sprožilec ali v nabojniku ne zmanjka nabojev ali pa izstreljuje kratke rafale (po nekaj krogel), za kar skrbi poseben mehanski števec. Nekatere brzostrelke omogočajo oboje.
Avtomatski ogenj se večinoma uporablja le za boj na zelo kratkih razdaljah ali za zastraševanje. Za streljanje na večje razdalje pa je natančnost zadetka majhna zaradi ponavljajočih se trzajev orožja. Izjema so orožja malih kalibrov.